# Gregory Harrison
Gregory Neale Harrison (ur. 31 maja 1950 w Avalon) – amerykański aktor, reżyser i producent filmowy. Odtwórca roli profesora Gregory’ego Chase’a w operze mydlanej ABC Szpital miejski (General Hospital, 2020–2024), za którą w 2025 był nominowany do nagrody Emmy dla najlepszego aktora drugoplanowego w serialu dramatycznym emitowanym w ciągu dnia.

## Życiorys

### Wczesne lata
Urodził się w Avalon w Kalifornii na wyspie Santa Catalina w hrabstwie Los Angeles w Kalifornii jako drugie z trojga dzieci Donny Lee Nagely, tancerki, i Eda Harrisona, kapitana statku i poety. Wychowywał się ze starszą siostrą Kathleen (ur. 1948) i młodszym bratem Christopherem (ur. 1961). Jego rodzice ostatecznie się rozwiedli. Nigdy nie zobaczył śniegu, do czasu gdy miał 19 lat.
Przez dwa lata, podczas ery wojny wietnamskiej, w United States Army sprawował swoją funkcję jako lekarz, w końcu otrzymał honorowe zwolnienie w 1971 od wojska jako świecka osoba odmawiająca służby wojskowej ze względu na przekonania.

### Kariera
Podczas gdy pracował jako odźwierny przy nocnym klubie, spotkał Jasona Robardsa, który zachęcił go, by został aktorem. Natychmiast potem rzucił swoją pracę i przeprowadził się do Los Angeles. Po raz pierwszy pojawił się na ekranie jako student w komediodramacie Teda Posta Szkoła kochania (The Harrad Experiment, 1973) z Donem Johnsonem. Zagrał wiodącą rolę szeregowego Logana 5 w serialu fantastycznonaukowym CBS Ucieczka Logana (Logan’s Run, 1977–1978), a następnie wcielił się w postać Leviego Zendta w miniserialu NBC Stulecie (Centennial, 1978–1979).
W latach 1978–1979 występował w roli trubadura w przedstawieni Festiwal w American Conservatory Theatre w San Francisco. W 1980 w Los Angeles z Franklinem R. Levy założył Catalina Production Group Ltd., opracowując liczne projekty sceniczne. W latach 1981–1992 w Circle Theatre, a następnie Teatr Ahmanson, grał rolę sierżanta Lachlena McLachlena w Porywcze serce (The Hasty Heart, 1983), za którą został uhonorowany Los Angeles Drama Critics Award. Wystąpił też w spektaklach: Billy Budd Hermana Melville’a (1984) jako Claggart i Piknik Williama Inge’a.
Zajmował się także dubbingiem, użyczył swojego głosu Józefowi z Nazaretu w odcinku serialu animowanego Historie biblijne (The Greatest Adventure: Stories from the Bible, 1987) – pt. „Narodzenie Chrystusa” („The Nativity”).
Występował na Broadwayu w musicalach: Steel Pier (1997) w roli Micka Hamiltona, Follies (2001) jako Benjamin Stone i Chicago (2003) w roli Billy’ego Flynna, a także był producentem  musicalu off-Broadwayowskiego W spodniach (1985).

## Życie prywatne
W 1979 spotkał swoją przyszłą żonę aktorkę Randi Oakes. 21 grudnia 1980 r. wzięli ślub. Pomimo że ich małżeństwo było trzymane w sekrecie przed ludźmi przez kilka lat, Randi Oakes urodziła trzy córki: Emmę Lee (ur. 10 grudnia 1985), Lily Anne (ur. 6 lutego 1989) i Kate (ur. 1991). Para również zaadoptowała syna Quinna Edgara, który był asystentem reżysera dreszczowca Chemia ciała II: Głos obcego (Body Chemistry II: Voice of a Stranger, 1992).
W latach 80. Harrison uzależnił się od kokainy i był w stanie przełamać uzależnienie z pomocą Betty Ford Center.

## Filmografia

### Filmy
- 1983: Porywcze serce (The Hasty Heart, TV) jako sierżant Lachlen McLachlen
- 1994: Oszukane serce (Lies of the Heart: The Story of Laurie Kellogg) jako Bruce Kellogg
- 1998: Bud, pies na medal (Air Bud: Golden Receiver) jako dr Patrick Sullivan
- 1999: Opiekunka (Au Pair) jako Oliver Caldwell
- 2001: Opiekunka: Dalszy ciąg bajki (Au Pair II) jako Oliver Caldwell
- 2009: Miłość i taniec (Love N' Dancing) jako wujek Carl
- 2009: Opiekunka: Przygoda w raju (Au Pair 3: Adventure in Paradise) jako Oliver Caldwell

### Seriale
- 1975: Wonder Woman jako porucznik wojskowej służby medycznej
- 1976: M*A*S*H jako Tony Baker
- 1976: Barnaby Jones jako Ritchie Ridder
- 1977–78: Ucieczka Logana (Logan's Run) jako Logan 5
- 1989–90: Falcon Crest jako Michael Sharpe
- 1987: Historie biblijne jako Józef z Nazaretu (głos)
- 1995: Dotyk anioła (Touched by an Angel) jako Peter 'Pete' Jacob Taylor
- 1996–1997: Mroczne niebo (Dark Skies) jako John Loengard
- 1998: Po tamtej stronie (The Outer Limits) jako dr Larry Chambers
- 1998: Maggie Winters jako pan Wiehe
- 1999: Bezpieczna przystań (Safe Harbor) jako szeryf John Loring
- 2000: Nie ma sprawy (Ed) jako Nick Stanton
- 2000–2001: Potyczki Amy (Judging Amy) jako Tom Gillette
- 2005−2006: Joey jako Dean
- 2006: Prawo i porządek: sekcja specjalna (Law & Order: Special Victims Unit) jako Nathan Speer
- 2008: Rodney jako Duke Lewis
- 2009: Jej Szerokość Afrodyta (Drop Dead Diva) jako Brandon Tharpe
- 2009–2011: Pogoda na miłość (One Tree Hill) jako Paul Norris
- 2010: CSI: Kryminalne zagadki Nowego Jorku (CSI: NY) jako Roland Carson
- 2011: Rozpalić Cleveland (Hot in Cleveland) jako Dave
- 2011: Anatomia prawdy (Body of Proof) jako dr Cameron Fischer
- 2013: Reckless jako Dec Fortnum
- 2015: Castle jako Danny Valentine
- 2015: Agenci NCIS jako kpt. Roland Ebbakey
- 2015–2016: Partnerki (Rizzoli & Isles) jako Ron Hanson
- 2017: Pępek świata (The Middle) jako Bennett Brooks
- 2018–2019: Nie ma lekko (American Housewife) jako Dan
- 2020–2024: Szpital miejski (General Hospital) jako prof. Gregory Chase
- 2021–2023: 9-1-1 jako Phillip Buckley